# 葉夫根尼·馬列夫
葉夫根尼·亞歷山德羅維奇·馬列夫（俄語：Евгений Александрович Малеев，IPA：[jɪˈvɡenʲɪj ɐlʲɪˈksandrəvʲɪtɕ mɐˈlʲeɪf]，1915年2月25日—1966年4月12日），蘇聯生物學家暨古生物學家，以不少對於蒙古古生物學的研究而聞名，發表過數個蒙古著名的恐龍物種，如特暴龍和鐮刀龍。

## 生平
馬列夫生於1915年，在青年時期曾參與過德蘇戰爭。1947年，馬列夫從莫斯科國立大學生物系畢業。同年，他進入蘇聯科學院古生物研究所（今俄羅斯科學院古生物研究所）就讀，並在畢業後留所從事研究工作。後來在1956至1962年間，馬列夫更擔任該研究所之副所長。

### 研究生涯
雖然馬列夫一開始的碩士論文是以哺乳動物為主題，但他的研究重點主要是在古生物學以及現生的爬行動物上。古生物學方面，他曾參與蘇聯前往蒙古的古生物學考察隊，並在1950年代發表過數個當地發現的恐龍，其中包含籃尾龍（1952年發表）、鐮刀龍（1954年發表，當時馬列夫將鐮刀龍誤判為某種類似龜的爬行動物）、特暴龍（1955年發表）等現今依舊被視為有效的著名物種。陸地爬蟲學方面，他於1962年帶領一支前往印尼的研究團隊，目的是研究科摩多巨蜥。
為表揚馬列夫在學界的貢獻，古生物學家肯尼斯·卡本特曾將編號 PIN 552-2 的大型暴龍類化石（當時由馬列夫本人命名為 Gorgosaurus novojilovi）以馬列夫之名命名為「諾氏馬列夫龍」（Mallevosaurus novojilovi）。然而目前咸信馬列夫龍和特暴龍應為同一種。另外同為蘇聯古生物學家的塔蒂安娜·圖曼諾瓦（T. A. Tumanova）亦曾以馬列夫之名，將蒙古出土的甲龍類命名為鋸牙馬里龍，但這個物種的有效性目前仍然存疑。